# Бульвар Солдатёнкова
Бульва́р Солдатёнкова — улица в районе Фили-Давыдково Западного административного округа города Москвы. Проходит от Кастанаевской улицы до Рублёвского шоссе.

## Название
Проектируемый проезд № 1452 получил название в ноябре 2020 года в память о Козьме Терентьевиче Солдатёнкове — купце, предпринимателе, книгоиздателе и меценате.

## Описание
Улица начинается от Кастанаевской улицы, проходит на юг до перекрёстка Рублёвского шоссе и улицы Герасима Курина.